# Wulffmorgenthaler
Wullfmorgenthaler er en sammentrækning af navnene på den kreative duo Mikael Wulff og Anders Morgenthaler. Det er samtidig navnet på både deres internet-tegneserie og en satirisk tv-serie, sendt på DR2 i foråret 2005.

## TegneserienWulffmorgenthaler
Tegningerne blev oprindeligt bragt på DRs hjemmeside i en årrække, og har figureret i tidsskriftet Kaskelot, ligesom de har været tilgængelige på Wulffmorgenthalers egen websted. I dag fungerer den som daglig stribe i Politiken, på bagsiden af 2. sektion. De har også lavet et par bøger sammen:
- Friske Fyre
- En Sjov Bog
- Studiehåndbogen
- top 1000
- Far mor og Teenager laver mad

Tegneserien er kendetegnet ved en humor der let kan betegnes som grovkornet. I modsætning til de fleste andre tegneserier, der kun antyder, bruger Wulffmorgenthaler kropsvæsker i rigt omfang, hvilket kan få serien til at fremstå som vulgær. Både flodhesten Dolph og Tukandrengen har deres oprindelse i tegneserien.

## Tv-programmetWulffmorgenthaler
Programmet består af en stribe crazy comedy-indslag, bundet sammen af værten Mikael Wulff, tegneren Anders Morgenthaler og deres to faste gæster i studiet, egernet Margit og flodhesten Dolph. Afsnittene og papmache-kulissen er bygget op så de minder om tidligere tiders børneudsendelser, og dialogen er til tider nærmest dræbende langsom mellem Wulff og Morgenthaler. Men det er netop her serien henter sine humoristiske øjeblikke, ved at skifte gear fra det dræbende kedsommelige -- enten til psykopatiske baseball-kølle-udfoldelser ved den fascistiske flodhest, det nærmest groteske Krejme Lokalteater eller den dybt mærkelige tukandreng, der er 28 procent fugl.